# Герб Білозерського
Герб Білозе́рського — офіційний символ міста Білозерське Покровського району Донецької області.

## Опис
"У щиті, перетятому лазуровим і чорним, золоте кільце, верхня половина якого являє собою лаврову гілку, заповнену зеленим, а нижня - роторне колесо. Поверх усього срібна хвилеподібна балка."
Чорний колір символізує собою вугілля. У місті декілька вугільних шахт і більшість населення зайняте у вугільній промисловості. Золотий диск на гербі символічно розрізає чорний пласт вугілля. Це шнек видобувного гірничого комбайну.
На лазуровому тлі золота гілка доповнює собою форму диска, утворюючи всередині зелене поле, що є відсилкою до герба міста Добропілля.
Найбільш загадковою є хвиляста срібна смуга в центрі. Річок у самому місті немає. Але є мінеральні води й завод «Золотий колодязь» за назвою однойменного села в сусідній громаді, де вперше знайдено ці самі мінеральні води.